# From Eagle to Sparrow
From Eagle to Sparrow är ett studioalbum av Kristofer Åström, utgivet 24 februari 2012 på skivbolaget Startracks. Från skivan utgavs låten "Strong & Tall" som nedladdningsbar singel.

## Låtlista

### CD-versionen
1. "For You"
2. "Queen of Sorrow"
3. "Loupita #5"
4. "Taser Gun"
5. "Full Moon"
6. "The Long Run"
7. "Strong & Tall"
8. "Come Summer (Come Standing Outside Your Door)"
9. "Loupita #6"
10. "Can You Imagine?"
11. "When Will You Come Back?"
12. "Forget About It"

### LP-versionen

#### A-sidan
1. "For You"
2. "Queen of Sorrow"
3. "Loupita #5"
4. "Taser Gun"
5. "Full Moon"
6. "The Long Run"

#### B-sidan
1. "Strong & Tall"
2. "Come Summer (Come Standing Outside Your Door)"
3. "Loupita #6"
4. "Can You Imagine?"
5. "When Will You Come Back?"
6. "Forget About It"

## Listplaceringar
| Lista (2012) | Topplacering |
| ------------ | ------------ |
| Sverige      | 46           |

### Fotnoter
1. ↑  ”News”. Kristoferastrom.com. http://kristoferastrom.com/news/tracklist-for-from-eagle-to-sparrow/. Läst 14 februari 2012.
2. ↑  ”Strong & Tall”. Soundcloud.com. Arkiverad från originalet den 1 mars 2012. https://web.archive.org/web/20120301112941/http://soundcloud.com/fredrik-holmgren/kristofer-str-m-strong-tall. Läst 21 mars 2012.
3. ↑  Placeringar på den svenska albumlistan